# (1018) Arnolda
(1018) Arnolda – planetoida z pasa głównego asteroid okrążająca Słońce w ciągu 4 lat i 19 dni w średniej odległości 2,54 au. Została odkryta 3 marca 1924 roku w Landessternwarte Heidelberg-Königstuhl w Heidelbergu przez Karla Reinmutha. Nazwa planetoidy pochodzi od Arnolda Berlinera, wydawcy czasopisma „Naturwissenschaften”. Przed jej nadaniem planetoida nosiła oznaczenie tymczasowe (1018) 1924 QM.